# Eurypon clavigerum
Eurypon clavigerum är en svampdjursart som först beskrevs av James Scott Bowerbank 1866.  Eurypon clavigerum ingår i släktet Eurypon och familjen Raspailiidae. Inga underarter finns listade i Catalogue of Life.